# Ensifer meliloti
Ensifer meliloti (comúnmente referido por su sinónimo Sinorhizobium meliloti) es una bacteria gram negativa y simbiótica que fija el nitrógeno atmosférico. Establece relaciones simbióticas con plantas leguminosas de los géneros Medicago, Melilotus y Trigonella, incluyendo al organismo modelo Medicago truncatula. El genoma de E. meliloti contiene tres replicones, un cromosoma de 3,65 megabases y dos crómidos., pSymA (de 1,35 megabases) y pSymB (de 1,68 megabases), los cuales han sido totalmente secuenciados.